# 木里茴芹
木里茴芹（学名：Pimpinella silvatica）为伞形科茴芹属的植物，为中国的特有植物。分布在中国大陆的四川、云南等地，生长于海拔2,900米至3,400米的地区，常生于潮湿沟谷，目前尚未由人工引种栽培。